# باتريك مانسون

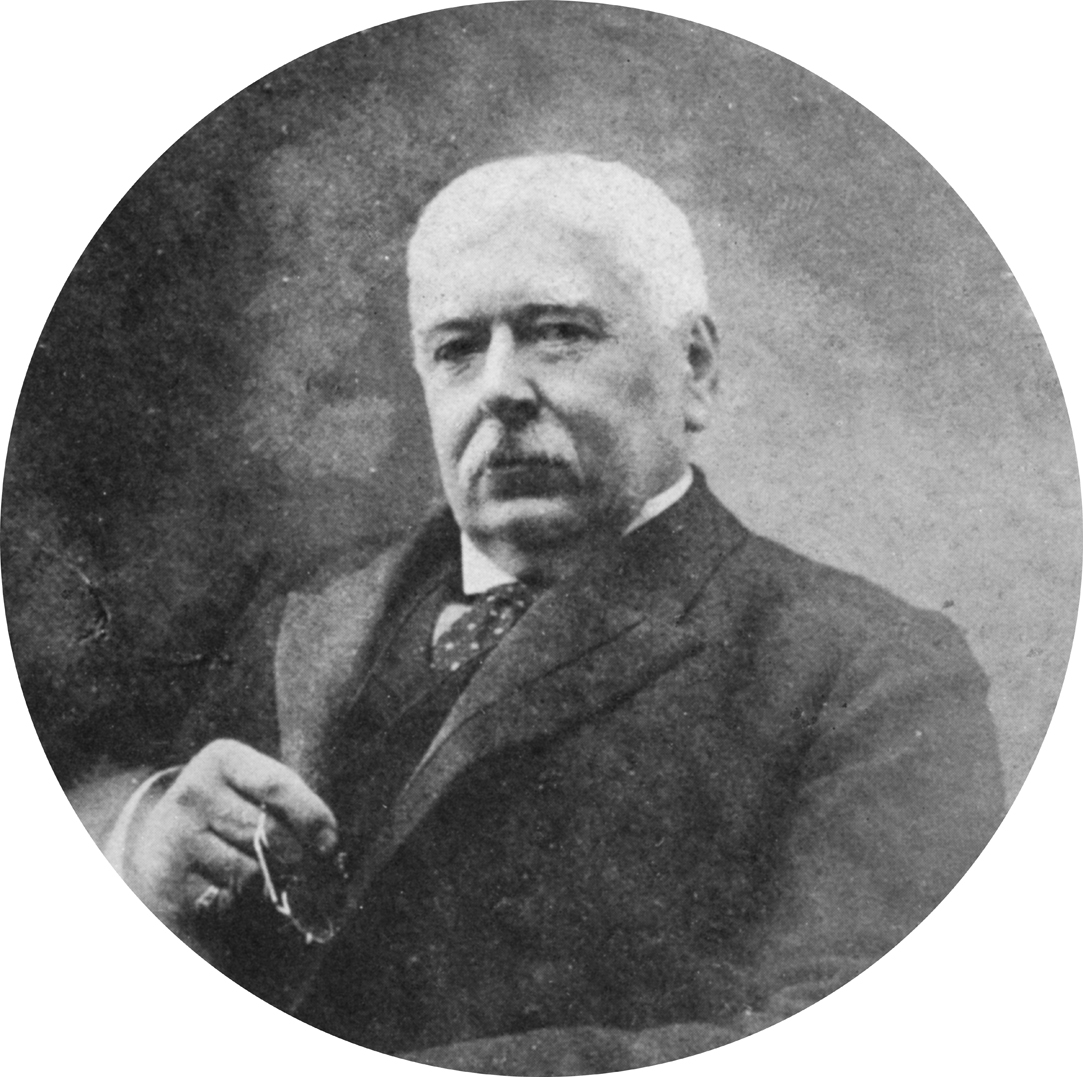
السير باتريك مانسون

السير باتريك مانسون (بالإنجليزية: Sir Patrick Manson) ـ (3 أكتوبر 1844 ـ 9 أبريل 1922) هو طبيب اسكتلندي كانت له عدة اكتشافات بارزة في علم الطفيليات، وهو مؤسس طب المناطق الحارة.

## مولده ونشأته

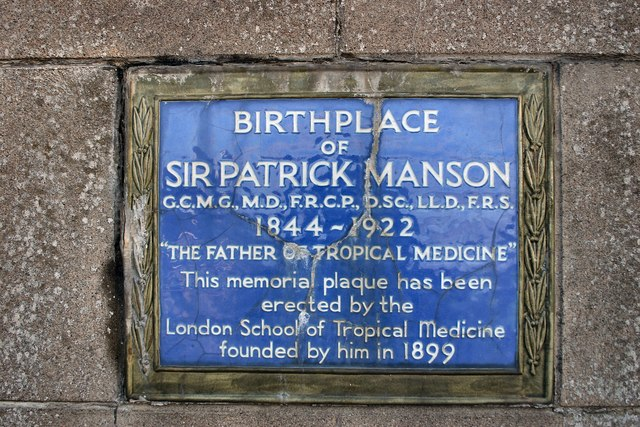
لافتة على المكان الذي ولد فيه السير باتريك مانسون

ولد في أولدميلدروم، التي تقع على بعد 18 ميلاً شمال أبردين، وكان الثاني في الترتيب بين أبناء أسرة تكونت من ثلاثة أولاد وأربع بنات. كان أبوه مديراً لفرع أحد البنوك البريطانية.
حصل على درجة البكالوريوس في الطب من جامعة أبردين سنة 1865، ثم درجة الماجستير سنة 1866، ثم درجتي الدكتوراه في الطب والدكتوراه في القانون سنة 1866.

## عمله في جنوب شرق آسيا
ارتحل مانسون إلى فرموزا (تايوان) سنة 1866 وعمل طبيباً في الجمارك البحرية الإمبراطورية الصينية، حيث بدأ اهتمامه بالبحث في مجال طب المناطق الحارة، وهو المجال الذي لازمه طيلة حياته. وبعد 5 سنوات قضاها في فرموزا (تايوان)، انتقل إلى أموي ـ على الساحل الصيني ـ حيث عمل 13 عاماً أخرى. كما مارس الطب في هونغ كونغ بين عامي 1883 و1889.

## أبحاثه
قضى مانسون سنواته الأولى باحثاً في طفيل الفلاريا (الذي يتسبب في داء الفيل)، ولاحظ أن الطفيل يظهر في الدم أثناء الليل ويختفي أثناء النهار. وقد أجرى مانسون العديد من تجاربه على البستاني الصيني «هين لو» الذي كان يعمل عنده، والذي كان مصاباً بداء الفيل، حيث كان يجعل البعوض يتغذى على دم هين لو أثناء نومه ثم يقوم بتشريح البعوض بعد امتلاء جوفه بدمه. وقد لاحظ مانسون من دورة حياة الفيلاريا أنها تنمو حتى المرحلة الجنينية في دم الإنسان ثم يأتي بعد ذلك دور البعوضة التي لا بد من وجودها لتكتمل دورة حياة الفيلاريا. وقد كان اكتشاف دور البعوض في نقل واستكمال دورتي حياة كل من الفلاريا والملاريا من بين الاكتشافات العلمية الكبرى في ذلك الزمان.
أشرف مانسون على أبحاث السير رونالد روس التي اكتشف بها دورة حياة طفيل البلازموديوم داخل أنثى البعوض، وهي الأبحاث التي نجح بها روس في إثبات صحة نظرية مانسون (نظرية البعوض والملاريا) حول دور البعوض في نقل الطفيليات، والتي نال بها روس جائزة نوبل في الطب سنة 1902.
يرجع إلى مانسون أيضاً الفضل في اكتشاف نوع جديد من المنشقات (البلهارسيا) عرف فيما بعد باسم البلهارسيا المنسونية نسبة إليه.

## تأسيسه لشركة ألبان
كان مانسون هو أول من استورد الأبقار من موطنه اسكتلندا إلى هونغ كونغ، لينشئ مزرعة ألبان في «بوك فو لام» سنة 1885 وشركة «ديري فارم» في هونغ كونغ.

## تأسيس كلية هونغ كونغ الطبية للصينيين
أسس مانسون كلية هونغ كونغ الطبية للصينيين (بالإنجليزية: Hong Kong College of Medicine for Chinese) سنة 1887، والتي كان صن يات سين (أول رئيس لجمهورية الصين فيما بعد) من أوائل تلاميذه فيها. وفي سنة 1896 نجح مانسون ـ من خلال اتصالاته في وزارة الخارجية البريطانية ـ في إطلاق سراح سين بعد اختطافه في لندن على أيدي ضباط صينيين. وقد تحولت كلية هونغ كونغ الطبية للصينيين سنة 1911 إلى جامعة هونغ كونغ.

## عودته إلى بريطانيا

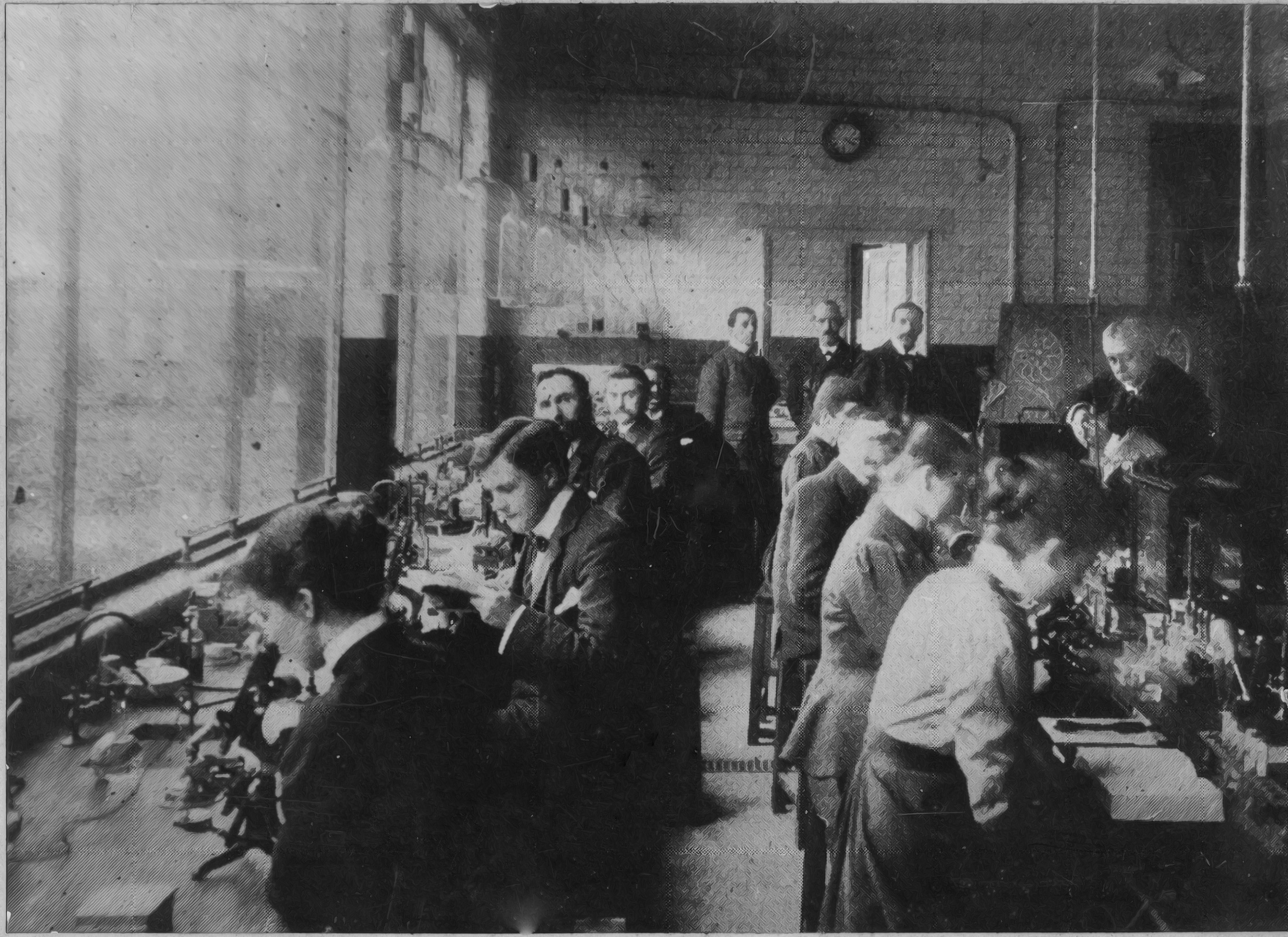
السير باتريك مانسون يقوم بالتدريس في مستشفى ألبرت دوك سيمن

في سنة 1889 عاد مانسون إلى لندن، وفي سنة 1897 عين كبيراً لأطباء المكتب الاستعماري، ليستخدم نفوذه في دفع جهود تأسيس مدرسة طب المناطق الحارة بمستشفى ألبرت دوك سيمن. وقد افتتحت مدرسة لندن لحفظ الصحة وطب المناطق الحارة في 2 أكتوبر 1899.

## تقاعده
تقاعد مانسون من عمله بالمكتب الاستعماري سنة 1912.

## التكريم والجوائز
- 1900 ـ انتخابه عضواً بالجمعية الملكية
- 1902 ـ حصوله على ميدالية فوذرجل من الجمعية الطبية بلندن
- 1903 ـ حصوله على لقب سير (فارس) ووسام القديس مايكل والقديس جورج من رتبة فارس
- 1904 ـ حصوله على درجة الدكتوراه الفخرية في العلوم من جامعة أكسفورد
- 1907 ـ أول رئيس للجمعية الملكية لطب المناطق الحارة وحفظ الصحة
- 1912 ـ حصوله على الصليب الأعظم لوسام القديس مايكل والقديس جورج.

## وفاته
توفي مانسون في لندن في 9 أبريل 1922.

## روابط خارجية
- باتريك مانسون على موقع الموسوعة البريطانية (الإنجليزية)